# Scoparia tristicta
Scoparia tristicta là một loài bướm đêm trong họ Crambidae.